# Germania Prima
Germania Prima was een betrekkelijk kleine Romeinse provincie op de linker Rijnoever, die in 297 door keizer Diocletianus werd gevormd van Germania Superior. In tegenstelling tot Superior was de hoofdstad van Prima niet Mogontiacum (Mainz), maar Argentorate (ook: Argentoratum, het huidige Straatsburg), maakten de Agri decumates niet langer deel uit van het Romeinse Rijk en begon ten zuiden van Argentovaria (het huidige Biesheim) de eveneens nieuwe provincie Maxima Sequanorum (Sequania). De tot het Gallische diocees behorende provincie wordt vermeld in de Notitia Dignitatum. 
Keizer Valentinianus I liet in 370 de grensvestingen nog versterken. Met de Oversteek van de Rijn (406) kwamen zoveel Germaanse stammen de gebieden binnen dat de Romeinen ze niet tegen konden houden; ze lieten de Bourgondiërs als foederati mede Germania Prima besturen (411-435), waarmee er een Bourgondisch koninkrijk ontstond op Romeins grondgebied (voornamelijk in de Civitas Vangionum). 
Na de opstand van Gundohar liet de Romeinse generaal Flavius Aëtius in 436 de Bourgonden voor een groot deel uitmoorden door de Hunnen,  de overlevende werden enkele jaren later overgebracht naar Sapaudia. Na hun  deportatie namen de Alemannen vanuit het zuiden de rol van de Bourgonden over in Germania Prima en toen halverwege de 5e eeuw het Romeinse Rijk de hele streek opgaf kregen zij het in bezit. In de slag bij Tolbiac in 496 werden de Alemannen verslagen en verdreven door de Franken, waarna het voormalige Germania Prima opging in het Frankische Rijk.

## Civitates en plaatsen
Germania Prima omvatte de volgende civitates:
- Civitas Argentoratensis, hoofdstad Argentorate/Argentoratum (Straatsburg)
- Civitas Mogontiacensium, hoofdstad Mogontiacum (Mainz)
- Civitas Nemetum, hoofdstad Noviomagus (Spiers)
- Civitas Vangionum, hoofdstad Borbetomagus (Worms).

Overig bekende plaatsen waren Argentovaria (Biesheim) en Tres Tabernae (Rheinzabern).